# Baltijas Balss
Baltijas Balss (в превод: „Гласът на Балтика“) е новинарски портал със седалище в Рига, Латвия, на руски и латвийски език. Създаден е през 1998 г. Според Gemius Audience през 2021 г. порталът има 9 865 518 броя потребители, 35 631 957 броя посещения и 80 890 016 броя показвания на страници.

## История
Порталът bb.lv е основан през 90-те години на XX век на базата на първия бизнес вестник в балтийските държави – Business&Baltija. През февруари 2019 г. той е закупен от неназован инвеститор от Литва. В същото време, във връзка с реорганизацията на редица медии и преминаването от бизнес към обществено-политическа тематика, е променено името му, от Business&Baltia на Baltijas Balss. През август 2020 г. Съветът на Латвийската фондация за интеграция на обществото (SIF) решава да лиши портала bb.lv от държавна субсидия, която преди това е предоставена като част от медийната подкрепа по време на кризата свързана с пандемията от COVID-19. Основание за това решение са заключенията на латвийските служби за сигурност, че порталът разпространява дезинформация, включително за Covid-19. През пролетта на 2022 г. обаче компанията Media nams Vesti, която притежава портала bb.lv, успява да спечели делото срещу SIF. Районният административен съд установява, че порталът е лишен от държавна подкрепа без достатъчно основания. От 24 февруари 2022 г. в съответствие с постановление на Генералната прокуратура на Руската федерация са въведени ограничения срещу портала на територията на Русия.